# Shawn Reaves
Shawn Reaves, född 5 februari 1978 i Monroe, Louisiana, är en amerikansk skådespelare. Han är mest känd för sin medverkan i TV-serien Tru Calling, där han spelar Trus bror. Efter det har han mest medverkat i något avsnitt i diverse serier.

## Filmografi
- Still Of The Night (2006) som Wick
- Dandelion (2004) som Arlee
- Auto Focus (2002) som Bob Crane Jr.
- Things Behind the Sun (2001) som Tex